# Marabut indyjski
Marabut indyjski (Leptoptilos dubius) – gatunek ptaka z rodziny bocianów (Ciconiidae). Należy do rodzaju obejmującego również marabuta jawajskiego (L. javanicus) oraz marabuta afrykańskiego (L. crumenifer). Niegdyś występował na dużym obszarze w południowej Azji, głównie w Indiach, choć jego zasięg ciągnął się na wschód po Borneo. Obecnie jest ograniczony do niewielkiego terenu z dwoma znanymi populacjami lęgowymi. Jedna występuje w Indiach, z największą kolonią w stanie Asam, druga w Kambodży. Po sezonie lęgowym u marabutów indyjskich zachodzi dyspersja polęgowa. Są to bociany o masywnych dziobach w kształcie klina, nagiej głowie oraz rzucającym się w oczy worku na gardle. Za dnia szybują w kominach termicznych wraz z sępami, z którymi dzielą zwyczaj poszukiwania padliny. Żywią się głównie truchłami i odpadkami; są jednak oportunistami i niekiedy także polują na kręgowce. Angielska nazwa Greater Adjutant (dosł. większy adiutant, w odróżnieniu od marabuta jawajskiego, po angielsku zwanego mniejszym) pochodzi od ich sposobu chodzenia, przywodzącego na myśl sztywny, wojskowy chód. Niegdyś były to ptaki bardzo pospolite, jednak ich liczebność spadła, prawdopodobnie ze względu na polepszenie warunków sanitarnych. Obecnie (2024) są bliskie zagrożenia wyginięciem. W 2023 oszacowano całkowitą liczebność na 1360–1510 dorosłych osobników. W XIX wieku szczególnie liczne były w Kalkucie. Lokalnie znane były jako hargila (co z bengalskiego oznacza „połykacz kości”) i uznawane za nieczyste ptaki, zwykle nie były niepokojone, jednak czasami zabijano je dla mięsa, które wykorzystywano w medycynie ludowej. Niegdyś marabuty znajdowały się w logo Kolkata Municipal Corporation, jako ptaki cenione za swoje „oczyszczanie” terenu.

## Taksonomia

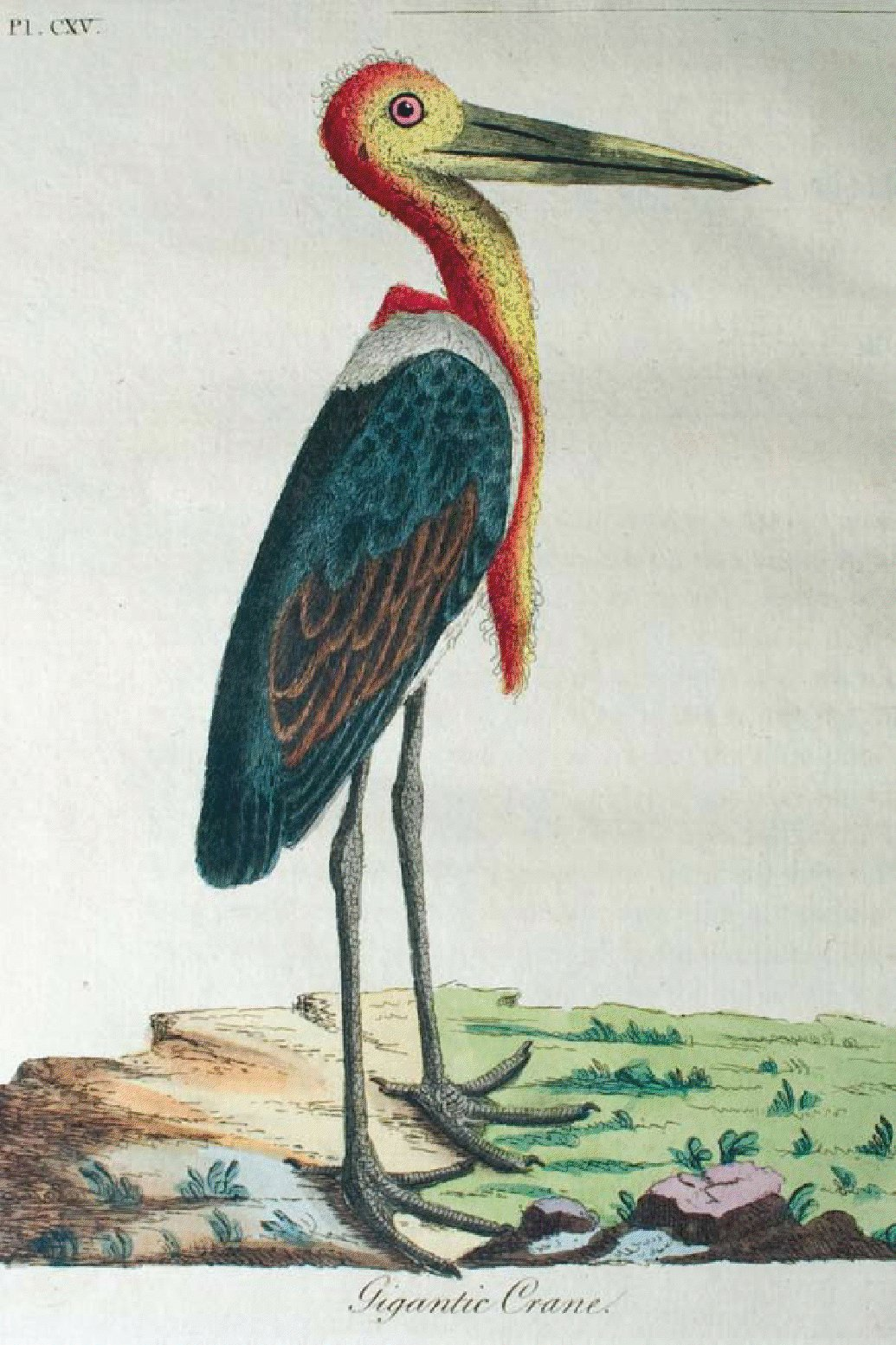
„Gigantic Crane” z General Synopsis of Birds (1781–1801) Lathama

John Latham w 1773 opisał pewne ptaki z Kalkuty, bazując na opisie Edwarda Ivesa z Voyage to India, w pierwszym suplemencie do General Synopsis of Birds; załączył również ilustrację. Oparł ją na rysunku z kolekcji Mary Impey i nazwał „gigantic crane”. Dołączył również informacje pozyskane podczas obserwacji afrykańskiego podróżnika Smeathmana, który opisał podobnego ptaka z zachodniej Afryki. Johann Friedrich Gmelin użył opisu Lathama, a indyjskiemu ptakowi nadał w 1789 nazwę Ardea dubia, następnie zaś Latham użył nazwy Ardea argala. Temminck w 1824 zastosował nazwę Ciconia marabou, którą oparł o lokalne określenie z Senegalu dla afrykańskich ptaków. Doprowadziło to do niejasności w systematyce. Marabuty afrykańskie (Leptoptilos crumenifer) mają jednak inny zasięg występowania, różnią się budową dzioba, upierzeniem oraz zwyczajami godowymi – wszystko to sugeruje odrębność gatunkową.
Większość bocianów lata z wyciągniętą głową, jednak przedstawiciele trzech gatunków z rodzaju Leptoptilos składają głowę w locie podobnie do czaplowatych, prawdopodobnie ze względu na swój ciężki dziób. Marabuty indyjskie mają sztywny krok, skąd wzięła się ich angielska nazwa oznaczająca adiutanta.

## Morfologia

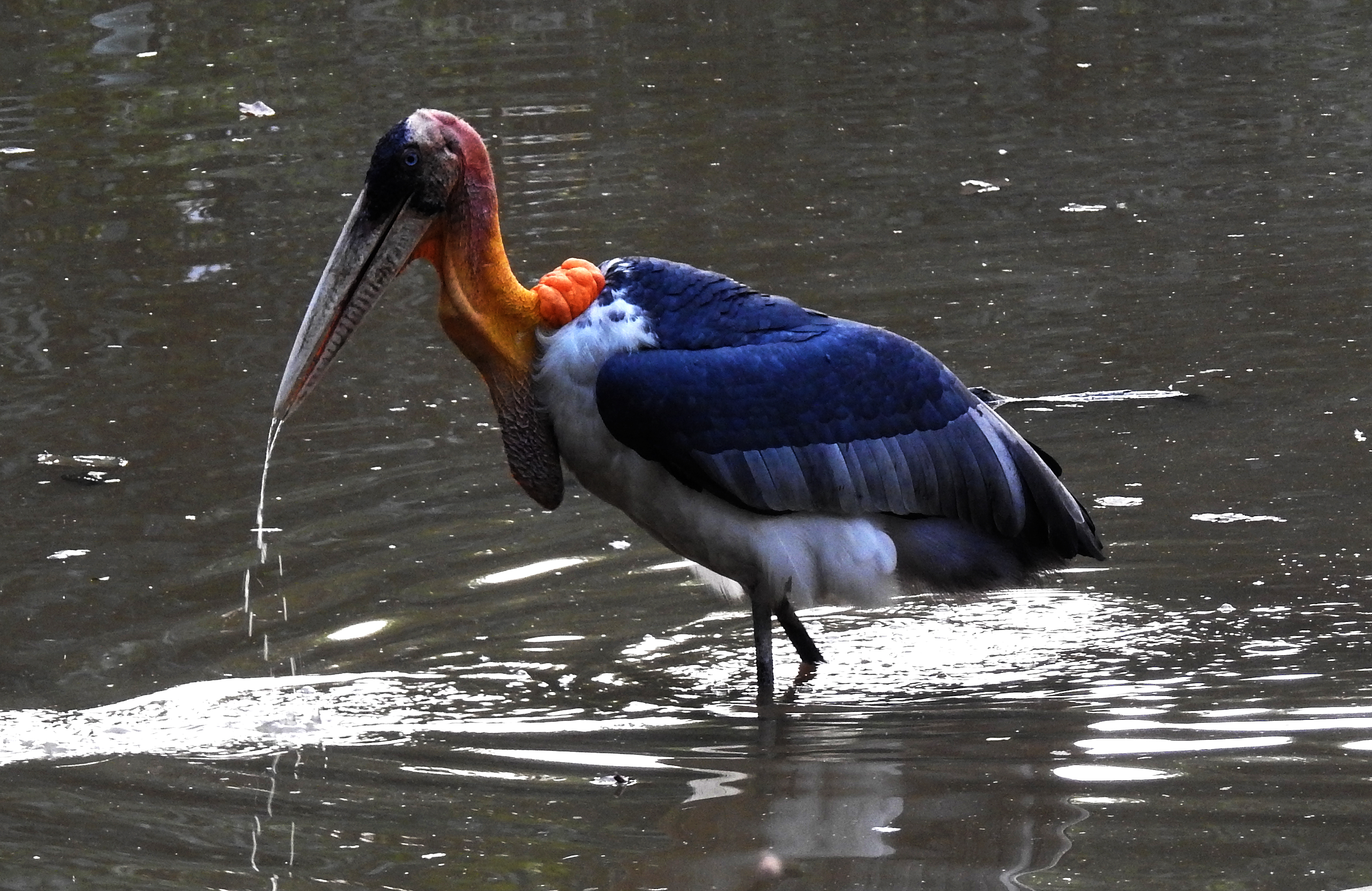
Marabut indyjski

Marabut indyjski stojąc osiąga 145–150 cm. Przeciętna długość ciała wynosi 136 cm, zaś rozpiętość skrzydeł 250 cm. Nie są znane informacje o masie ciała dzikich ptaków. Wiadomo jednak, że marabuty indyjskie są jednymi z najcięższych bocianowatych, znane wartości częściowo pokrywają się z tymi dotyczącymi żabiru amerykańskich (Jabiru mycteria), żabiru afrykańskich (Ephippiorhynchus senegalensis) oraz marabutów afrykańskich (Leptoptilos crumeniferus). Zbadane osobniki młodociane z niewoli ważyły 8–11 kg. Najcięższym znanym bocianem mierzonym na wolności był pewien marabut afrykański, który ważył 8,9 kg. Duży dziób o przeciętnej długości 322 mm ma kształt klina i barwę od jasnożółtej po zielonawą, czerwieńszą u nasady. Przeciętna długość skrzydła wynosi 805 mm, ogona 318 mm, natomiast skoku 324 mm. Z wyjątkiem długości skoku przeciętne wymiary u ptaków tego gatunków przewyższają te u pozostałych bocianów. U nasady nagiej szyi, koloru żółtego po czerwony, znajduje się biała obroża ze zmierzwionych piór. Worek gardłowy i szyja w okresie lęgowym stają się jaskrawopomarańczowe, zaś górna część nogawic czerwonawa. U dorosłych ptaków skrzydła są w większości ciemne, wyróżniają się jasnoszare pokrywy II rzędu. Spód ciała jest białawy. Płci ptaka nie da się ustalić w terenie. Osobniki młodociane przypominają dorosłe, lecz o bardziej matowym upierzeniu. Worki gardłowe nie są połączone z układem pokarmowym. Dokładna ich funkcja pozostaje nieznana, jednak z pewnością nie ma związku z gromadzeniem pokarmu, jak dawniej sądzono. Odkrył to John Adam, uczeń profesora Roberta Jamesona, w 1825. Podczas sekcji tego ptaka zauważył, że na przekroju worek ten przypomina dwie warstwy wypełnione powietrzem. Tęczówka ma barwę od białej po jasnożółtą. Jedynymi podobnymi ptakami w obrębie zasięgu są marabuty jawajskie (Leptoptilos javanicus), które nie mają jednak worków gardłowych, do tego preferują podmokłe tereny i wyróżniają się szarą czapeczką, prostszą górną szczęką i niekontrastowymi skrzydłami.

## Występowanie
W XIX wieku i czasach późniejszych zasięg tych ptaków zmniejszył się o ponad połowę. Na początku XX wieku marabuty indyjskie występowały jeszcze, często w dużych liczbach, w większości południowej i południowo-wschodniej Azji – od Pakistanu poprzez północne Indie, Nepal i Bangladesz po Mjanmę, Tajlandię, Laos, Wietnam i Kambodżę. W latach 90. XX wieku znano jednak już tylko dwa miejsca lęgowe. Niegdyś marabuty indyjskie były powszechnie spotykane zimą na rozlewiskach rzek w północnych Indiach, jednak nie znano ich miejsc gniazdowania. W końcu w 1877 odnaleziono kolonię lęgową ptaków na rzece Sittaung Myit w prowincji Pegu (Mjanmie), wierzono, że rozmnażały się tam właśnie marabuty. Kolonia ta, w której lęgły się również pelikany indyjskie (Pelecanus philippensis), zanikła całkowicie do lat 30. XX wieku. Następnie odkryto miejsce rozrodu w Parku Narodowym Kaziranga, kolejne w Asam, na jeziorze Tonle Sap oraz w Kulen Promtep Wildlife Sanctuary. W 1989 oszacowano liczebność populacji lęgowej w Asam na 115 osobników, natomiast między 1994 a 1996 oszacowano liczbę ptaków żyjących w dolinie Brahmaputry na około 600. W 2006 nieopodal Bhagalpur odnaleziono niewielką kolonię lęgową z blisko 35 gniazdami. W 2014 ich liczba wynosiła już 75. Szczątki kopalne wskazują na to, że być może ptaki te występowały w północnym Wietnamie już blisko 6 tys. lat temu.
Poza sezonem lęgowym marabuty indyjskie z okolic Indii ulegają dyspersji polęgowej, przenoszą się głównie na Nizinę Hindustańską, rzadkie są obserwacje z okolic wyżyny Dekan. Obserwacje z południa, z okolic Mahabalipuram, były kwestionowane. W XIX wieku marabuty indyjskie były bardzo pospolite w Kalkucie w lecie oraz w porze deszczowej. Te duże zbiorowiska ptaków, skupione wokół ghatów, zaczęły zanikać i zniknęły całkowicie na początku XX wieku. Prawdopodobnie odpowiada za to polepszenie warunków sanitarnych.

## Ekologia i zachowanie

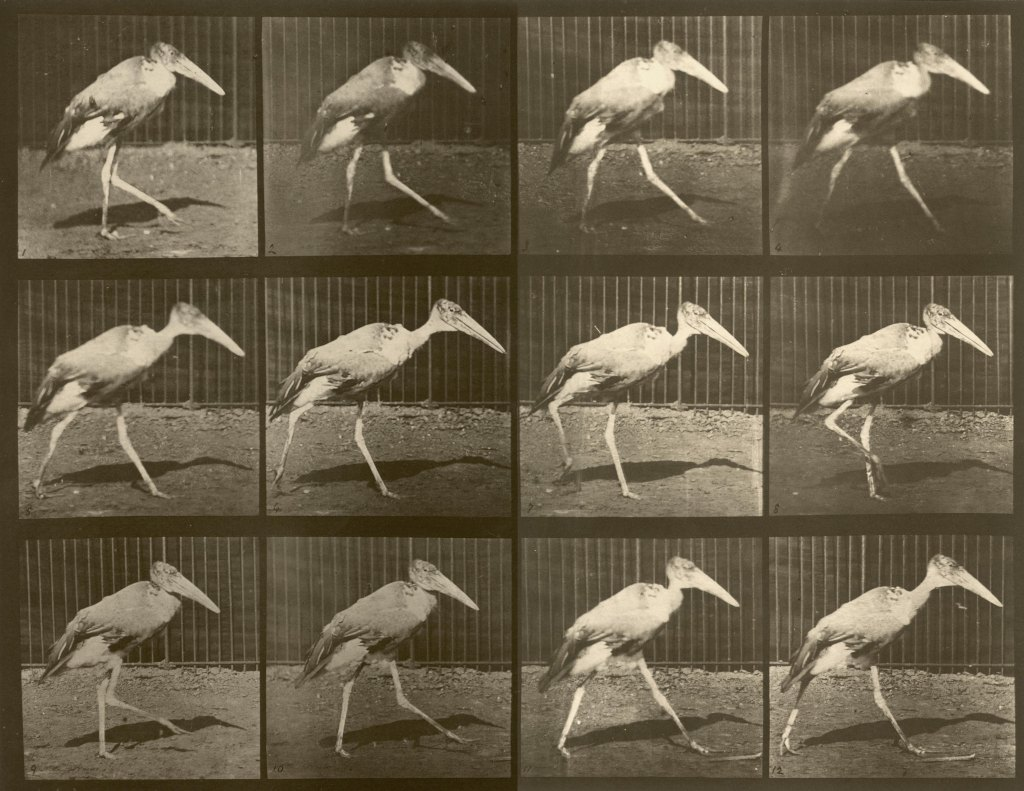
Przedstawienie chodu marabutów indyjskich autorstwa Eadwearda Muybridge’a (ok. 1887)

Marabuty indyjskie przeważnie widywane są pojedynczo albo w parach, na płytkich lub wysychających jeziorach i wysypiskach śmieci. Często towarzyszą im kanie oraz sępy. Marabutom zdarza się siedzieć zgarbionym przez kilka godzin. Niekiedy siedzą z rozłożonymi skrzydłami, prawdopodobnie celem kontrolowania temperatury ciała. Używają również kominów termicznych do szybowania.
Podobnie do innych bocianów marabuty indyjskie nie mają mięśni odpowiedzialnych za wydawanie z siebie głosu; odzywają się jedynie klekotem, chrząkaniem, ryczącymi i huczącymi dźwiękami, szczególnie podczas sezonu lęgowego. W trakcie zalotów klekoczą z uniesionym wysoko dziobem, co odróżnia je od spokrewnionych afrykańskich gatunków, które dziób kierują wówczas w dół.

### Lęgi

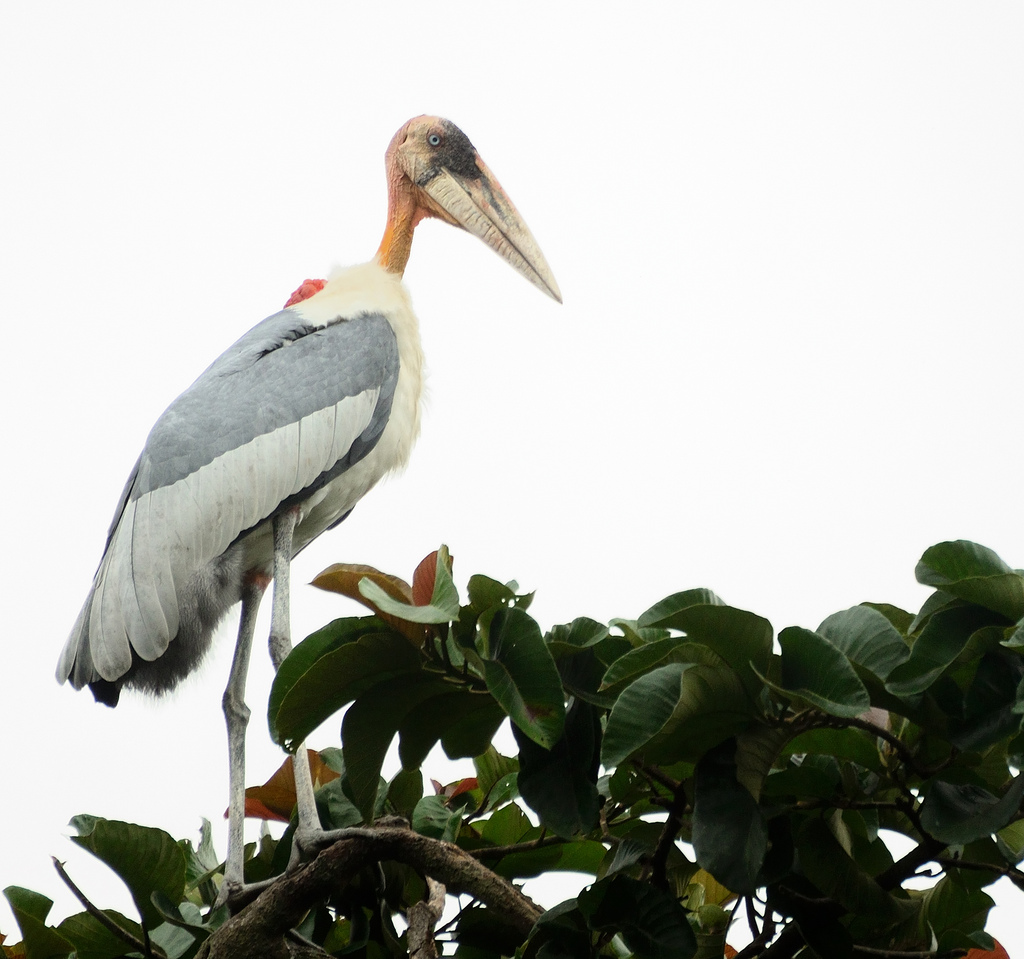
Marabut indyjski w szacie godowej w pobliżu gniazda, Asam, Indie

Marabuty indyjskie gniazdują w koloniach, okres lęgowy przypada na zimę. W koloniach mogą lęgnąć się inne ptaki, jak pelikany indyjskie (Pelecanus philippensis). Gniazda marabutów są dużymi platformami z patyków, ulokowanymi na końcu gałęzi wysokiego drzewa, rzadko w ich rozwidleniach. W pewnej kolonii w Nagaon marabuty najchętniej na gniazdo wybierały alstonię szkolną (Alstonia scholaris) oraz kadambę (Anthocephalus cadamba). Na początku sezonu lęgowego kilka ptaków przylatuje na dany teren i próbuje zająć drzewo. Samce sygnalizują zajęcie danego terenu przez przepędzanie innych oraz klekotanie z dziobem wyciągniętym w górę. Niekiedy wyginają ciało w łuk, rozchylają lekko skrzydła i opuszczają je. Kiedy samica usiądzie obok, samiec oferuje jej świeżo wyrwane gałązki, kładąc je przed nią. Niekiedy łapią dziobem jej skok lub trzymają dziób w jej pobliżu, w pozycji przypominającej tę inicjującą wzajemne czyszczenie. Gdy samica zgadza się na zostanie parą dla samca, przyciska się głową i dziobem do jego piersi, zaś samiec „blokuje” jej szyję swoim dziobem. Do innych zachowań par należy równoczesne opuszczane i obniżanie dzioba przez obydwu partnerów. Przeważnie zniesienie liczy 2 lub 3, rzadko 4, jaja, składane są w odstępie jednego lub dwóch dni. Inkubacja trwa od złożenia pierwszego jaja. Wysiadują obydwa ptaki z pary. Młode klują się po blisko 35 dniach od złożenia jaja (według innego źródła 28–30 dni), w odstępie jednego lub dwóch dni od siebie. Jaja początkowo mają białe skorupki, wraz z trwającą inkubacją pokrywają się brudem. Dorosłe ptaki w gnieździe mają nogi pokryte odchodami; zachowanie to, zwane w języku angielskim urohydrosis, ma na celu ochładzanie się. Niekiedy rozkładają skrzydła, dając cień pisklętom. Młode są karmione przez blisko 5 miesięcy. Po około tygodniu życia młode podwajają swoją masę. Gdy mają miesiąc, są już zdolne wstać i chodzić po gnieździe. Mając 5 tygodni mogą już obronić się i podskakiwać. Rodzice mogą wówczas zostawiać je na dłuższy czas same. W wieku mniej więcej czterech miesięcy opuszczają gniazdo i poruszają się po kolonii, jednak okazjonalnie nadal otrzymują pokarm od rodziców.

### Pożywienie

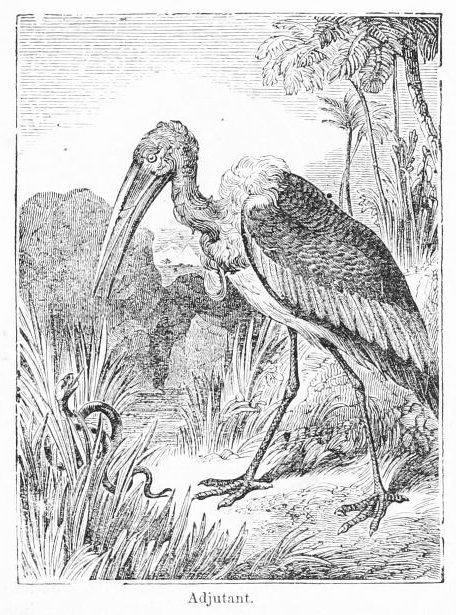
Ilustracja z 1885 – marabut indyjski polujący na węża

Mimo że marabuty indyjskie są wszystkożerne i zjadają głównie padlinę oraz odpadki, niekiedy łapią płazy, duże owady oraz ptaki, gady i gryzonie. Zdarzały się ataki na dzikie kaczki, które następnie połykane były w całości. Trzon diety stanowi jednak padlina i, podobnie jak u sępów, naga szyja jest tu adaptacją do jej spożywania. Często ptaki te widuje się na wysypiskach śmieci, zjadają również odchody ludzi i innych zwierząt. W XIX wieku w Kalkucie żerowały także na częściowo spalonych ludzkich zwłokach leżących wzdłuż Gangesu. W Radżastanie, gdzie są skrajnie rzadkie, miały pożywiać się na chmarach szarańczy pustynnej (Schistocerca gregaria), jednak doniesienia te były kwestionowane.

### Pasożyty i choroby
U marabutów indyjskich znaleziono dotychczas dwa gatunki ektopasożytów – wszoły Colpocephalum cooki i Ciconiphilus temporalis. Zdrowe i dorosłe marabuty nie mają naturalnych wrogów, a jedyne przedwczesne śmierci powodowane są przez ludzi, na przykład wskutek podtruwania, odstrzału lub kolizji z liniami wysokiego napięcia. Ptaki żyjące w niewoli są podatne na ptasią grypę (szczep H5N1); w jednej z placówek w Kambodży odnotowano wysoką śmiertelność, padało bowiem ⅔ ptaków. Najstarszy znany marabut indyjski przeżył w niewoli 43 lata.

## Status i zagrożenia
IUCN od 2023 roku uznaje marabuta indyjskiego za gatunek bliski zagrożenia (NT, Near Threatened; stan w 2024). Wcześniej, od 1994 roku był klasyfikowany jako gatunek zagrożony wyginięciem (EN, Endangered). Potężny spadek liczebności wywołało w przeszłości zbieranie jaj wraz z odłowem, a w czasach współczesnych osuszanie mokradeł, zanieczyszczenie środowiska i niepokojenie. W 2023 oszacowano liczebność populacji na 1360–1510 dorosłych osobników, a jej trend oceniono jako wzrostowy. IUCN przedstawia więcej szacunków dotyczących liczebności z różnych lat. W stanie Asam w 2000 żyło przynajmniej 650–800 ptaków, w Bihar w 2016 ponad 360. W 2006 odkryto niewielką populację żyjącą na rozlewiskach Gangesu i Kosi (dopływu Gangesu). Zdaje się, że ma ona rosnącą liczebność – w 2007 oszacowana na 78 osobników, w 2008 wynosiła już 156 ptaków, zaś w 2011 ponad 300. Dystrykt Kamrup w Asam jest ostoją tego gatunku, w drugim dziesięcioleciu XIX wieku gniazdowało tam blisko 75% populacji.

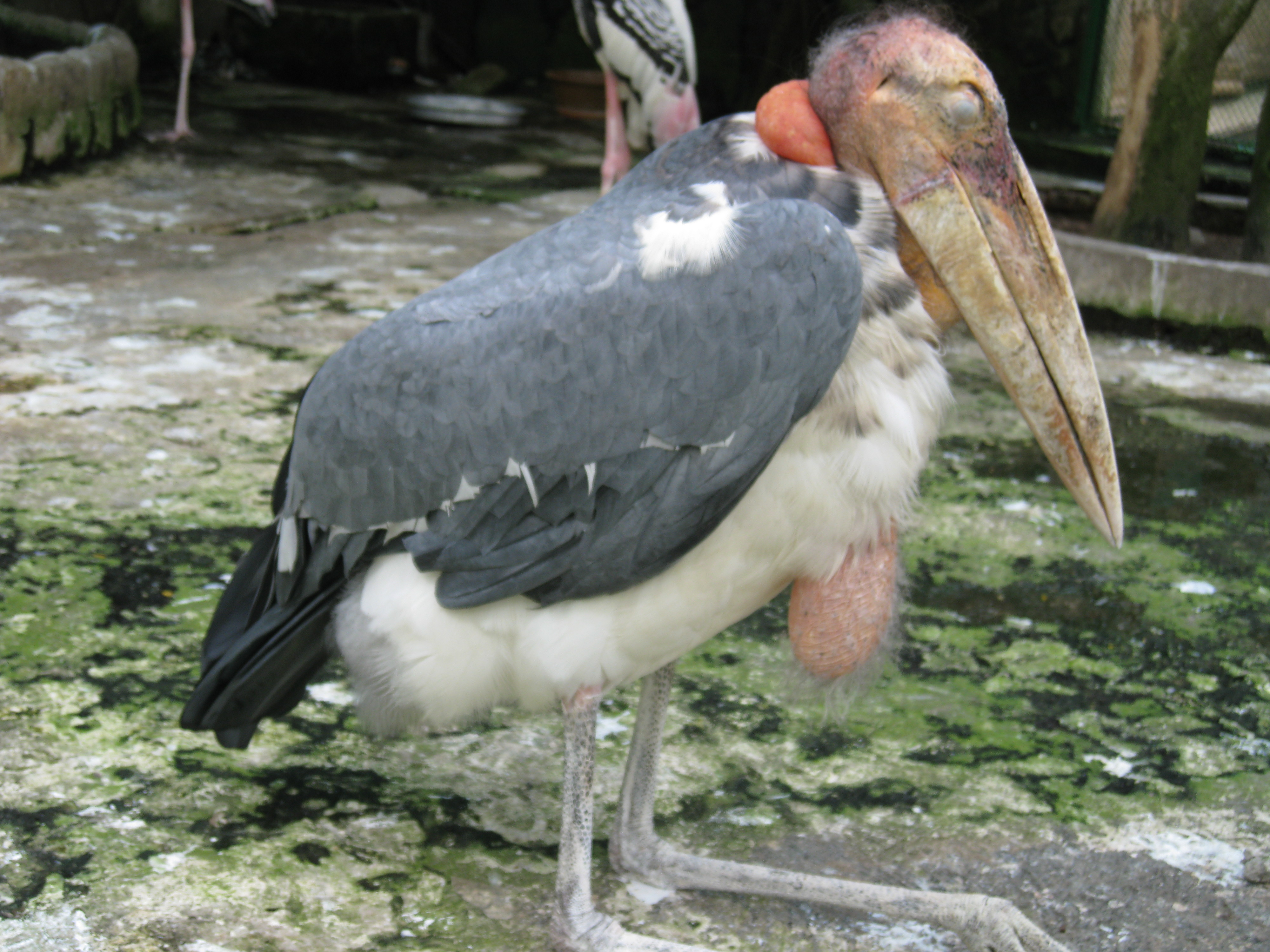
Zdjęcie wykonane w Saigon Zoo and Botanical Gardens

Do działań ochronnych należały próby rozrodu w niewoli oraz zmniejszenie śmiertelności młodych. Niemal 15% piskląt ginie z głodu po wypadnięciu z gniazda, stąd niektórzy działacze montowali pod gniazdami siatki wyłapujące pisklęta, później wychowywane w niewoli przez blisko 5 miesięcy. Następnie dołączały one do dzikiego rodzeństwa. W dystrykcie Kamrup zachęcano ludzi do ochrony marabutów poprzez wykorzystywanie ich kultury i religii. Wcześniej mieszkańcy uważali te ptaki za szkodniki. Udało się zachęcić ich do zmiany myślenia tak, że postrzegają te ptaki jako specjalne zwierzęta, czerpią dumę z ich ochrony. Zaczęli również wplatać w swoje lokalne wyroby włókiennicze motywy marabutów. W innych regionach Indii przeprowadzano podobne programy.

## W kulturze

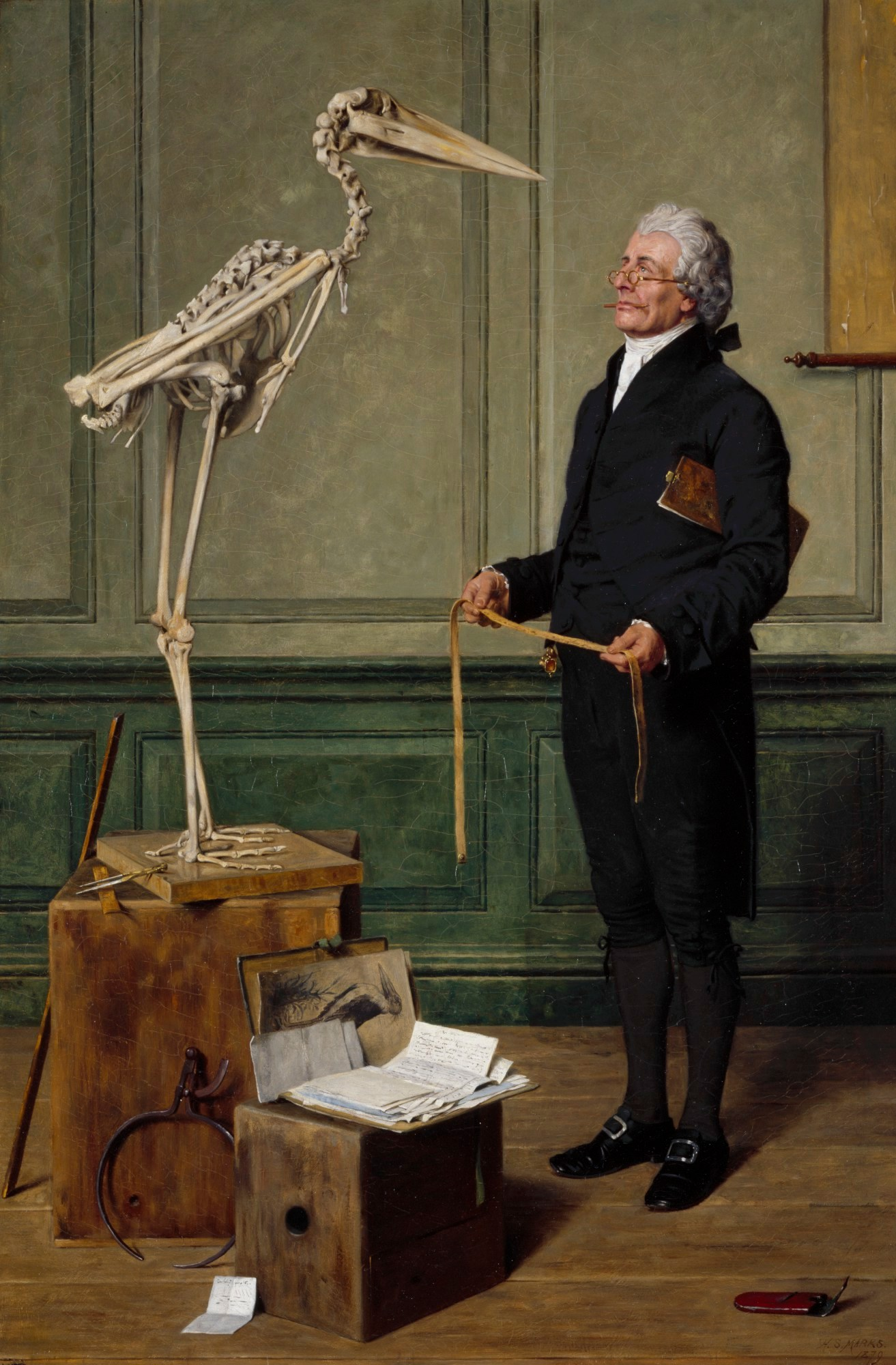
Science is Measurement (1879), Henry Stacy Marks

Aelian w 250 roku n.e. w De Natura Animalium opisał marabuty indyjskie jako kilas (κηλας), dużego ptaka z Indii z wolem przypominającym skórzaną torbę. Babur wspomniał o tym ptaku pod nazwą ding. W epoce wiktoriańskiej marabuty indyjskie znane były jako „ogromne żurawie” i „azjatyckie marabuty”. W Kalkucie podczas pory deszczowej były pospolitymi ptakami, widywano je na wysypiskach śmieci i dachach budynków. Ich lokalna nazwa hargila pochodzi z języka bengalskiego od słów har („kość”) i nigalua („połykać”), oznacza „połykacz kości”, Latham użył jej w swojej nazwie naukowej nadanej marabutowi. W tamtych czasach istniało przekonanie, że ptaki te są chronione przez dusze zmarłych braminów. Młodzi brytyjscy żołnierze dręczyli je dla rozrywki, niekiedy nawet karmiąc je mięsem z kośćmi wypchanymi odpowiednim ładunkiem i spłonką, tak by po zjedzeniu takowych i połączeniu się materiałów wybuchły. Ptaki były spokojne w otoczeniu rdzennych mieszkańców, niepokoiły się widząc ludzi w europejskiej odzieży i wydawały z siebie odgłos podobny do szczekania. W Kalkucie uznawano te ptaki za pożyteczne i chroniono prawem; za zabicie marabuta groziła kara w wysokości 50 rupii. Stare logo Kolkata Municipal Corporation przedstawiało dwa marabuty skierowane ku sobie. Odłowione ptaki, prawdopodobnie z Kalkuty, docierały do Europy, gdzie trafiały do menażerii.

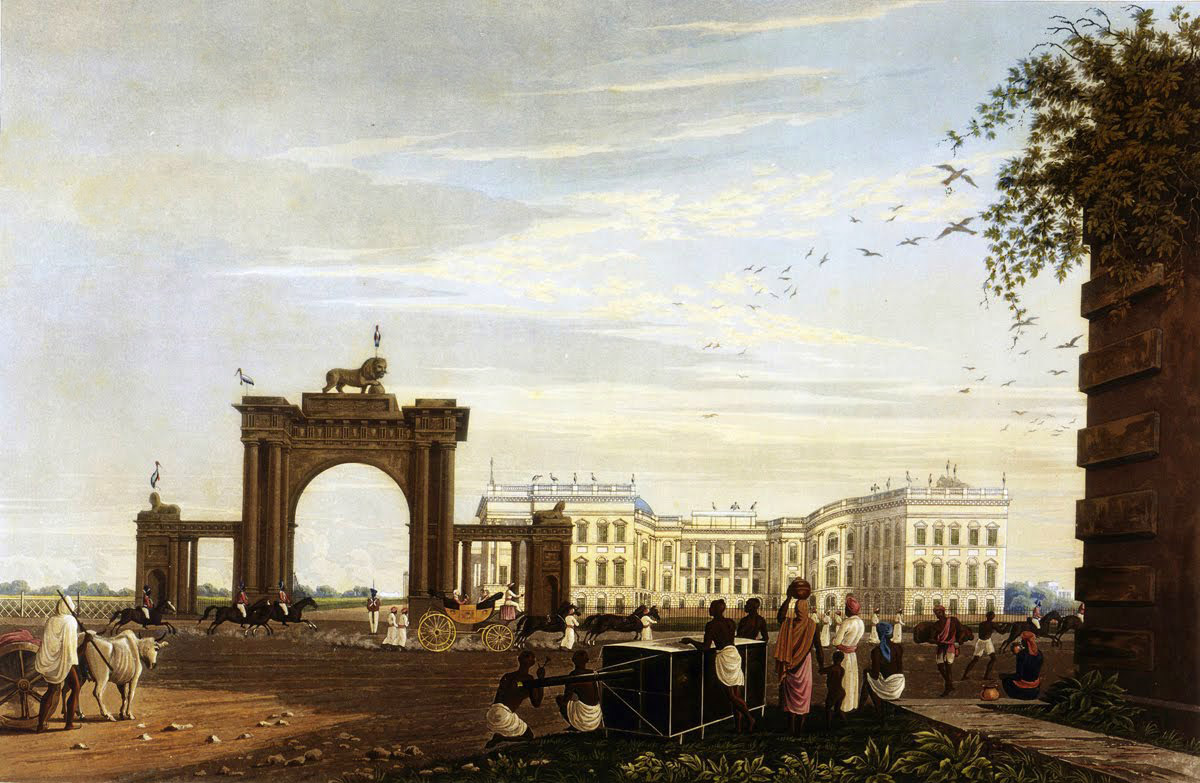
Widok na Kalkutę z 1819; R. Havell, Jr., na podstawie Frasera. Widoczne liczne marabuty na budynkach

Pokrywy podogonowe marabutów indyjskich były wysyłane do Londynu w szczytowym okresie handlu piórami. Przesyłano je pod nazwą Commercolly (od Kumarkhali, Bangladesz) lub Marabout. Etole i szale zrobione z piór prezentowano na Wielkiej Wystawie w 1851.
Do indyjskich mitów, o którym wspomniał Babur, należał ten, wedle którego w czaszce ptaka miał znajdować się kamień wężowy. Miał być niesamowicie rzadki i możliwy do wydobycia tylko przez wyjątkowo zręcznego myśliwego, gdyż ptak po śmierci nie mógł dotknąć dziobem ziemi. Osoby praktykujące medycynę ludową były przekonane, że kawałek mięsa marabuta żuty codziennie z betelem miał leczyć trąd.
Angielski artysta Henry Stacy Marks (1829–1888) był szczególnie zainteresowany ptakami i wiele z jego obrazów przedstawiało ptaki z London Zoo, w tym znaczną część stanowiły marabuty indyjskie. Są to między innymi Convocation (1878), Science is Measurement (1879), Half hours at the Zoo i An Episcopal Visitation.